# Lars Kellman

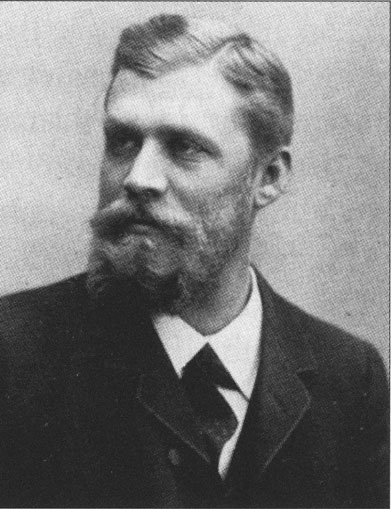
Lars Kellman

Lars August Kellman, född 30 maj 1857 i Lugnås socken, Skaraborgs län, död 12 september 1924 i Borås, var en svensk arkitekt.

## Liv och verk
Kellmans bakgrund och utbildning är delvis höljda i dunkel. Hans biograf Lars Johan Ekelöf gissar att han fick en byggteknisk utbildning vid Tekniska Elementarskolan i Borås innan han bosatte sig i Skövde 1880 och titulerade sig ingenjör. Han gjorde sig där ett namn som arkitekt under decenniet som följde. 1891 flyttade han till Borås, där han stannade fram till sin död. Hans verk omfattar prov på ett flertal olika arkitekturstilar, vilka alla förekom under hans aktiva tid.

## Byggnadsminnen
Sju av Lars Kellmans byggnader är klassade som byggnadsminnen och skyddas enligt kulturmiljölagen av Riksantikvarieämbetet. 
- Hotell Billingen i Skövde, uppfört 1888 i samarbete med det äldre och väletablerade brödraparet Axel och Hjalmar Kumlien. Bröderna var mest verksamma i Stockholm medan Kellman vid denna tid (1880-91) drev en arkitektbyrå i Skövde. Byggnaden har tydliga historicistiska drag
- Varbergs teater, invigd 17 juni 1895, restaurerad 1979-80, skyddad i lag 27 juni 2011.[5]
- Tingshuset i Vara, uppfört 1897 [6]
- Mariestads stationshus, uppfört 1909 i jugendstil,[7] för såväl sitt samhällshistoriska som arkitektoniska värde[8]
- Biografen Röda Kvarn i Borås, uppförd 1914, med en eklektisk blandning av stilarter
- Eirapaviljongen i Hjo Vattenkuranstalt, 1907
- Strandbadet i Hjo, 1913

## Byggnader

### Borås
- Slottet (1886), Åsbogatan-Sparregatan
- Sparbanken (1893), Allégatan-Åsbogatan
- Borås Spinneris fabrik (1893), Kyrkängsgatan 8, SEBs kontor sedan 2009
- Borås Elektricitetsverk (1894), Västerlånggatan 10, numera huvudkontor för Borås Energi och Miljö AB
- Gustav Adolfskolan (1894), Stora Brogatan-Sturegatan
- Alphyddan (1895), Sven Eriksonsgatan
- Åkerlunds villa (1896-97), riven, Druvefors
- Skolgatan 26 (1897)
- Borås Teater (1899; förlängning och tillbyggnad av den ursprungliga byggnaden från 1873), riven, Stadsparken
- Borås högre allmänna läroverk (1901-02), nuvarande Bäckängsgymnasiet
- Ramnalid (1903)
- Borås Tidning (1903), Yxhammarsgatan 2, numera bostadshus
- Norrbyskolan (1905)
- von Ahnska (1907), Österlånggatan-Skolgatan
- Hushållningssällskapets hus (1914), Allégatan
- Borås Wäfveri AB (1914)
- Röda Kvarn (1914)

#### Bilder

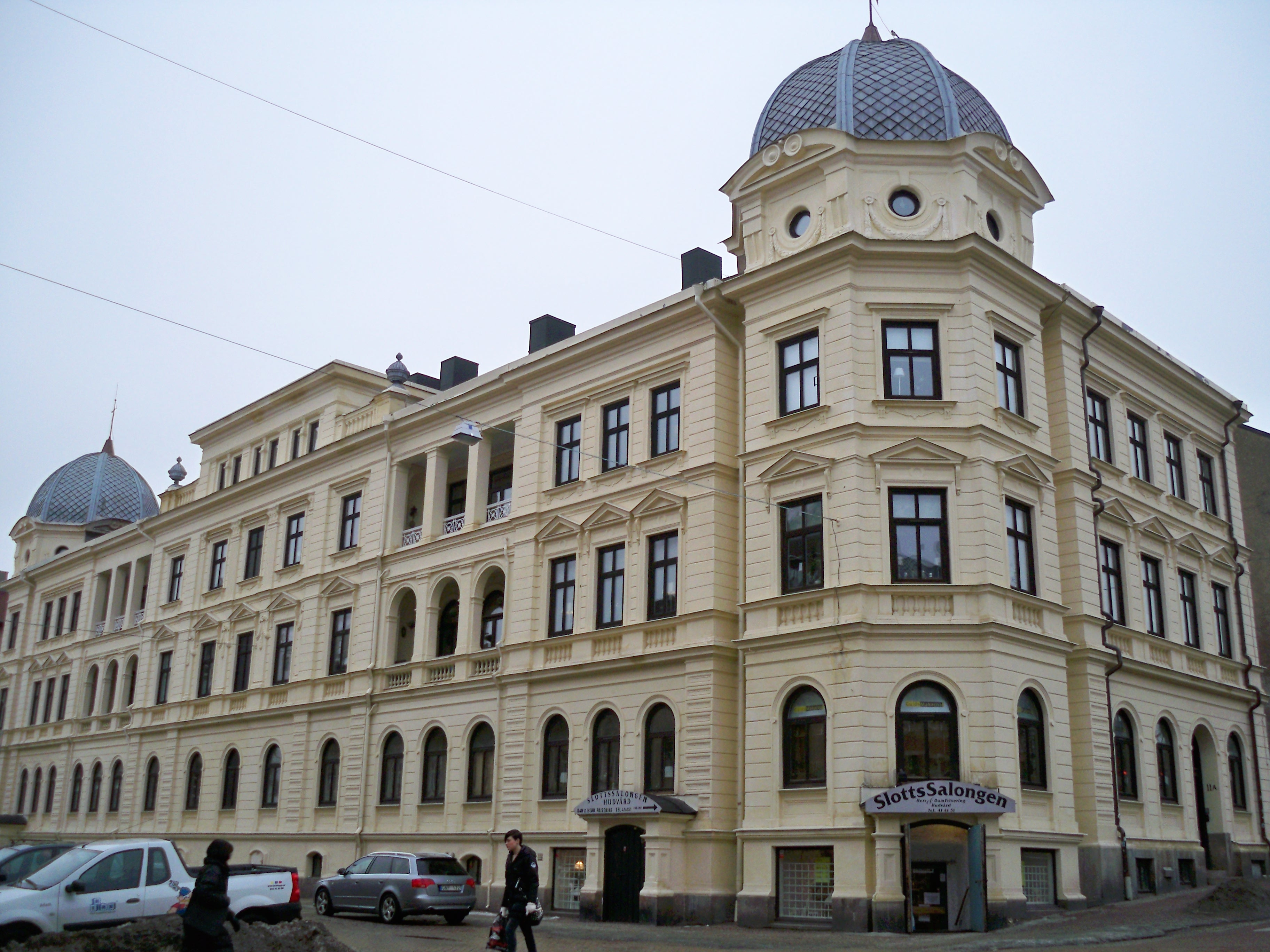
Slottet (1886) i hörnet Åsbogatan-Sparregatan var Kellmans första större projekt i Borås. Ett exklusivt bostadshus i historicistisk nyrenässansanda.
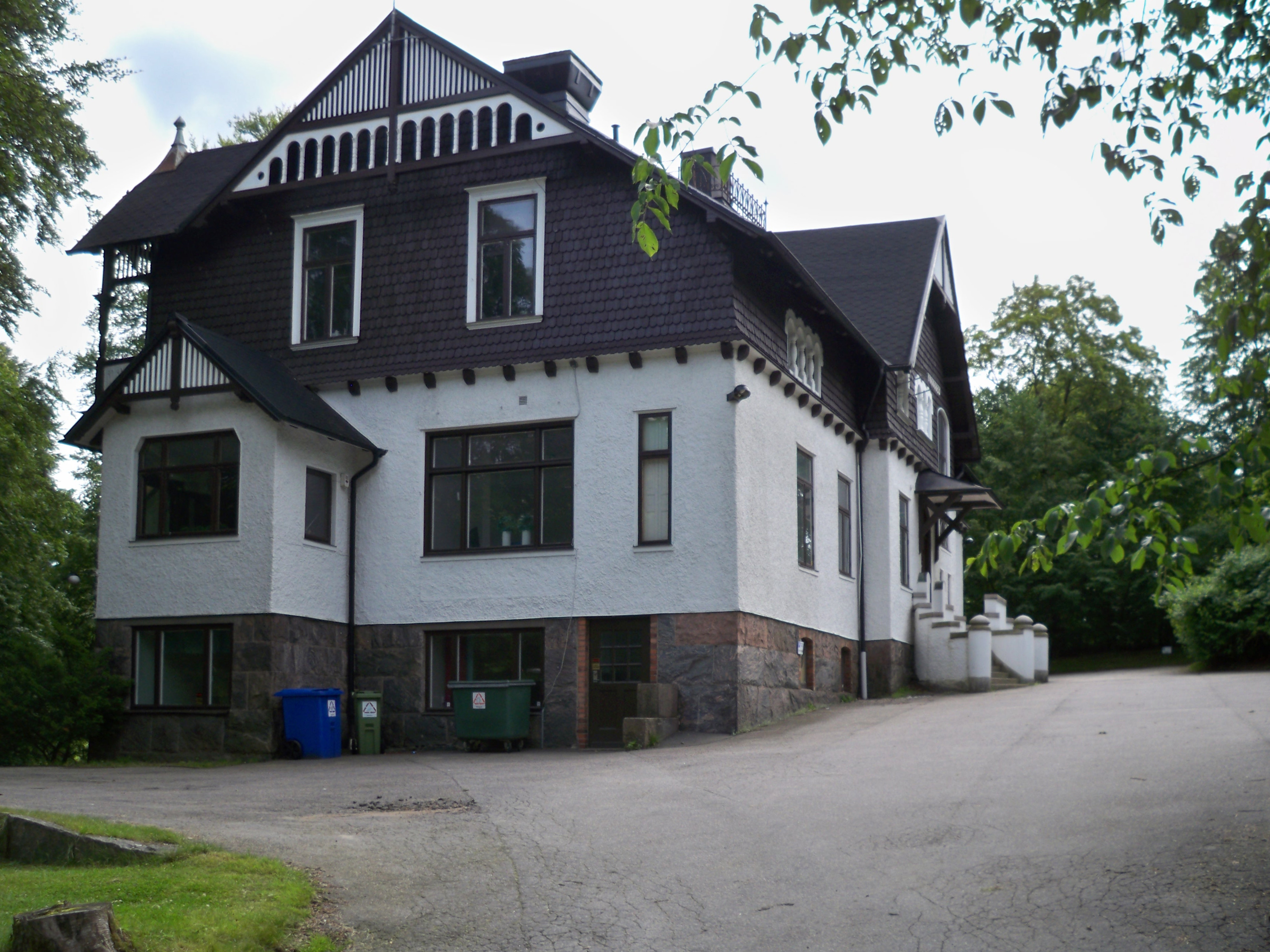
Alphyddan (1895), Sven Eriksonsgatan, åt disponent Albert Evers.
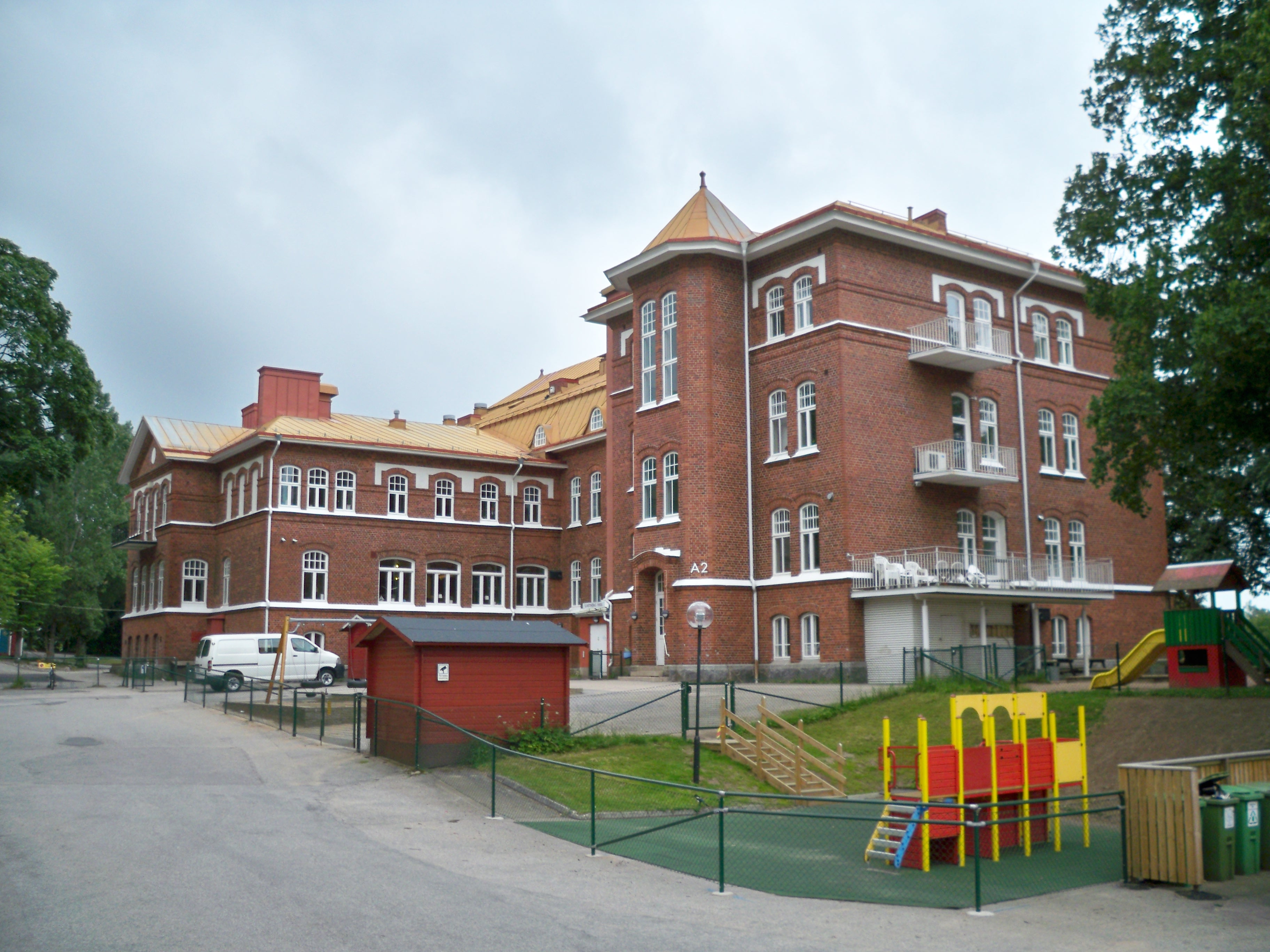
Ramnalid (1903) byggdes som ålderdomshem. Idag delar flera mindre företag på utrymmet, bland andra en Montessoriskola. På bilden syns ena halvan av det symmetriskt byggda husets baksida.
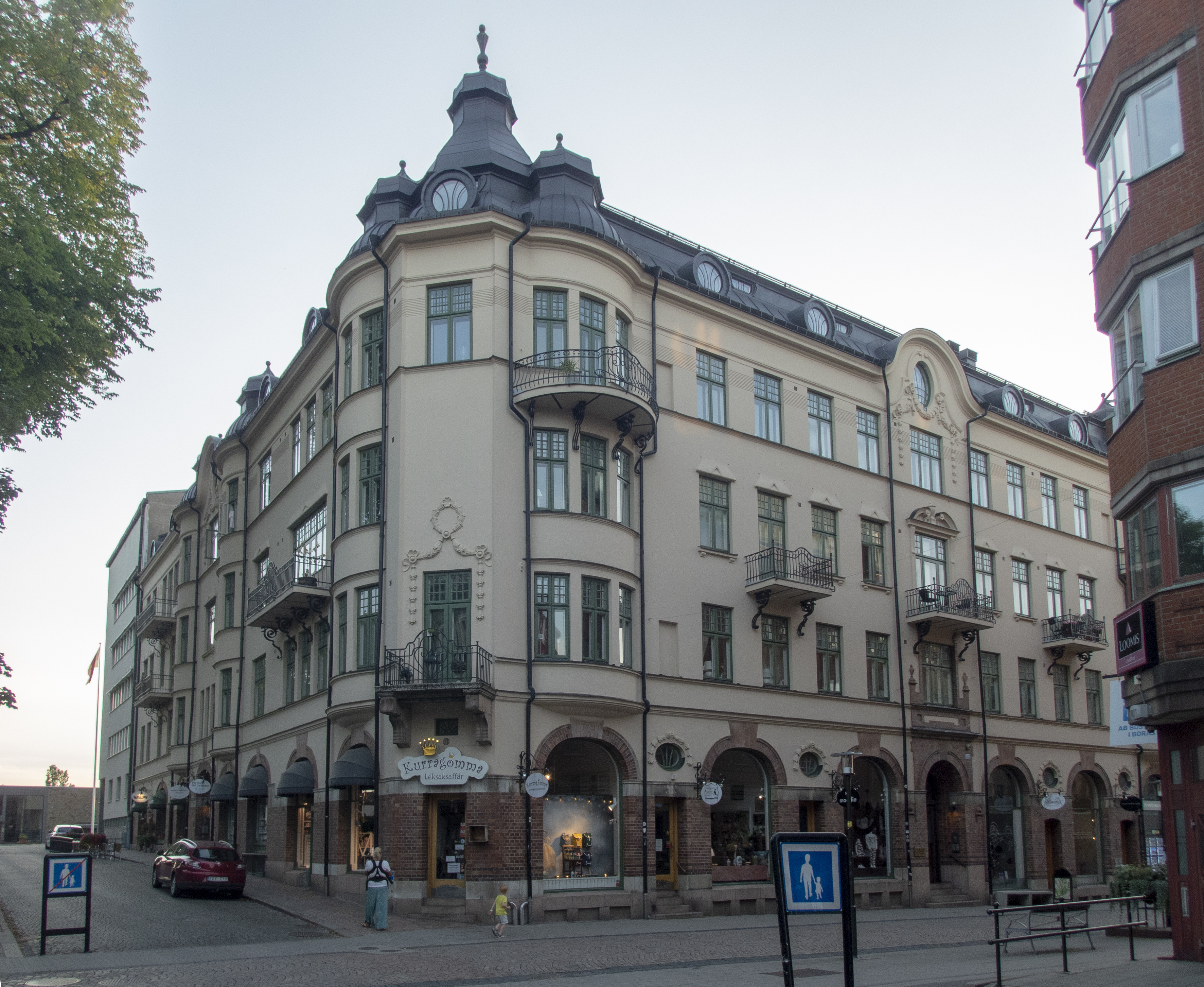
von Ahnska (1907) i hörnet Österlånggatan-Skolgatan är en jugendbyggnad, där arkitekten själv hade såväl bostad som kontor. Fasaden är synnerligen välbevarad.
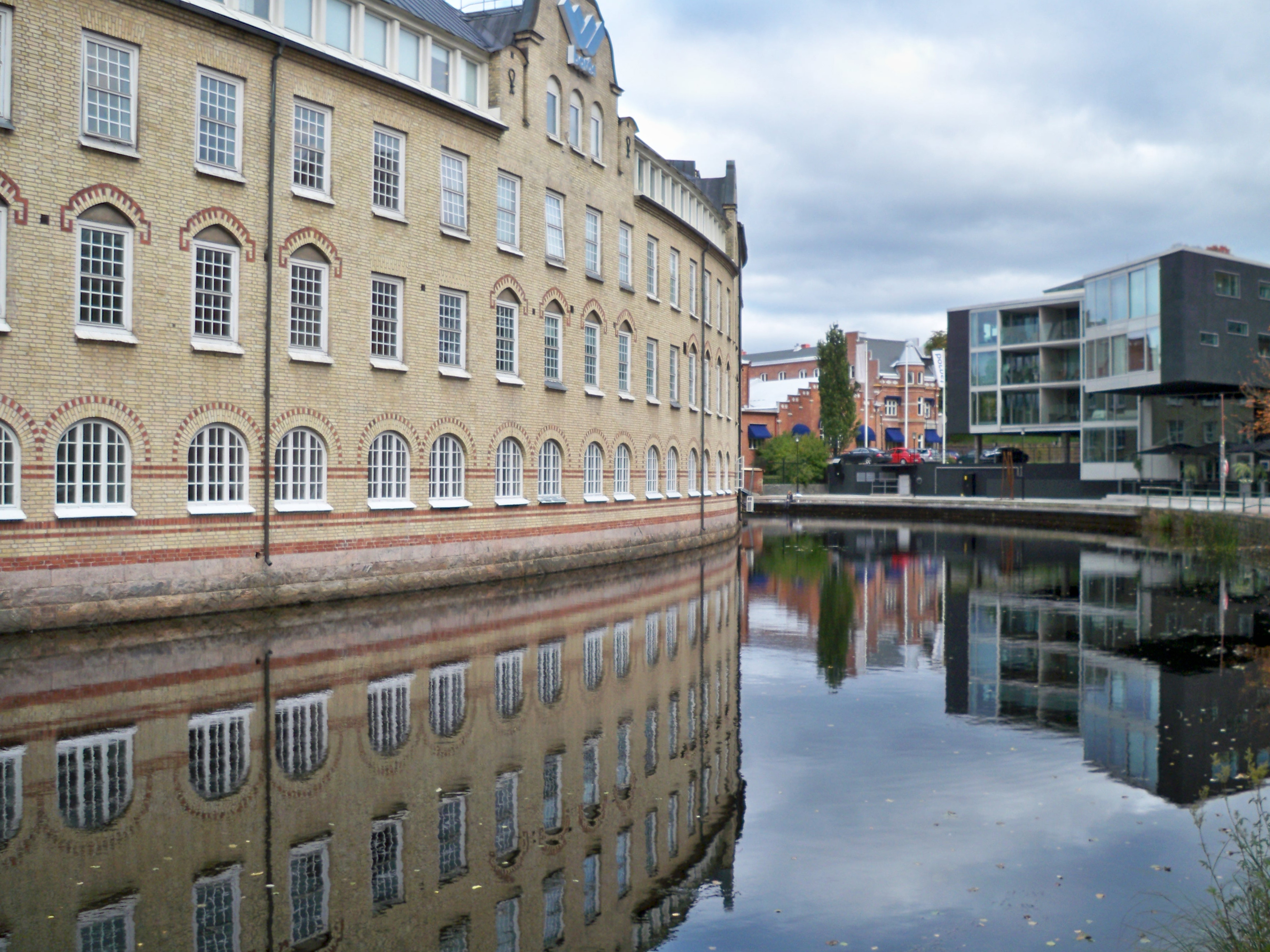
Borås Wäfveris byggnad från 1914 följer elegant Viskans rundning i centrala Borås. Lars Kellmans sinne för nationalromantik.
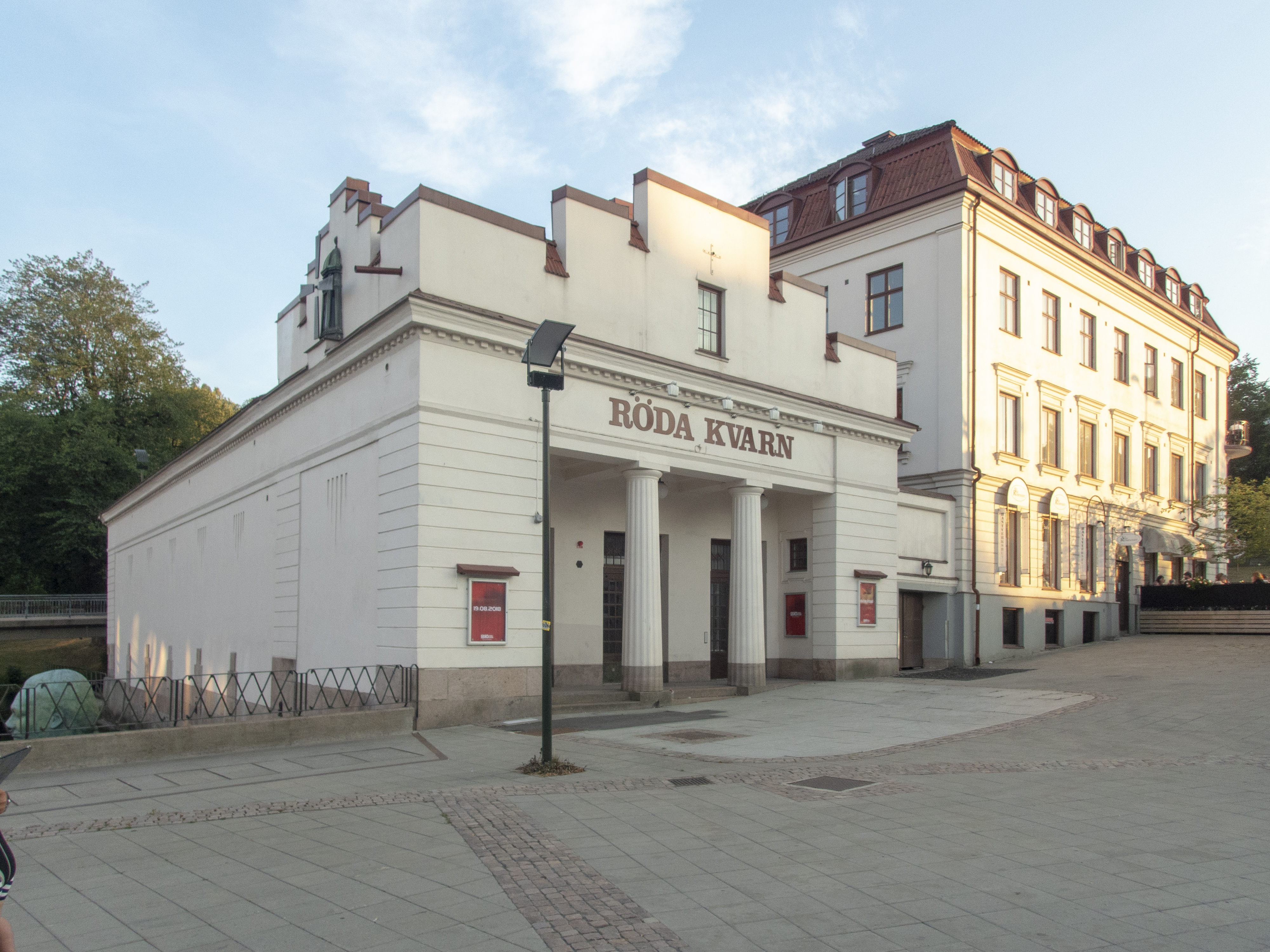
Biografsalongen Röda Kvarn (1914).

### Sverige i övrigt
- Friels kyrka, Örslösa församling, kyrktorn (1884), oputsad granit
- Hotell Billingen (1888), Skövde
- Elimkyrkan (1889), Skövde
- Bostadshus i kv. Ekorren 11, Karlstad (1895)[9]
- Varbergs teater (1895)
- Nora Sparbank, Nora (1895-1898)
- Apotekshus, Storgatan 50, Trollhättan (senare Trollhättans sparbank) (1896-97)
- Tingshuset i Vara (1897) [6]
- Karlskoga härads sparbank, Karlskoga, (senare pastorsexpedition) (1897)
- Karlskoga praktiska skola, Karlskoga, (1908)[10]
- Östra Tunhems kyrka, Gudhems församling (1900)
- Vilske tingslags tingshus (1900)
- Kinnefjärdings, Kinne och Kållands domsagas tingslag Lidköpings tingshus (1902)[11]
- Skånings och Valle häraders tingshus, (1902), Skara [12]
- Folkets hus (1903), Ulricehamn
- Skövde sparbank, Skövde (1904-1906)
- Nora Tingshus (1905), Nora
- Eirapaviljongen, 1907, Hjo
- Tveta, Vista och Mo häraders forna tingshus, Jönköping (1908) [13]
- Tingshus för Hallsbergs tingslag, Hallsberg, (1907-1909) [14]
- Löfvenskiöldska husmodersskolan (1908-1909), Mariestad [15]
- Mariestads station, (1908-1909)[16]
- Nordals och Sundals häraders tingshus, (1909) Mellerud[17]
- Nya försörjningshemmet (1909), Ulricehamn
- Norra Vedbo härads tingshus, Tranås, (1910)[18]
- Rosenfredsskolan, Varberg, (1910)
- Hjo folkskola, 1910
- Hönsäters kapell (1912–1913)
- Strandbadet i Hjo, 1913, Hjo
- Skaraborgsbanken, St Olofsgatan 9, Falköping (1913-1914)
- Målsryds kyrka (1915), Toarps församling, numera Borås kommun
- Tingshuset i Mellerud

#### Bilder

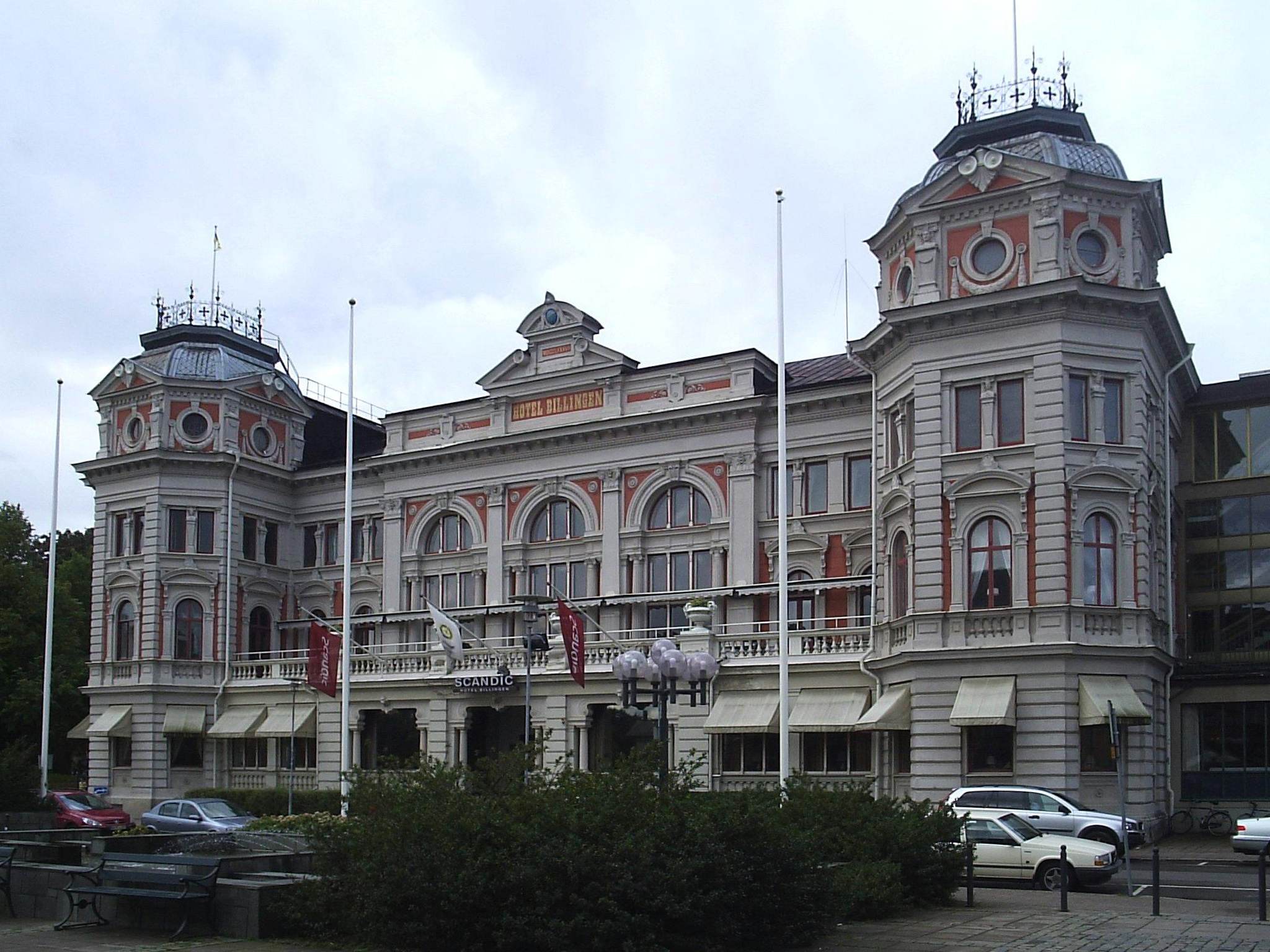
Hotell Billingen (1888) i Skövde.
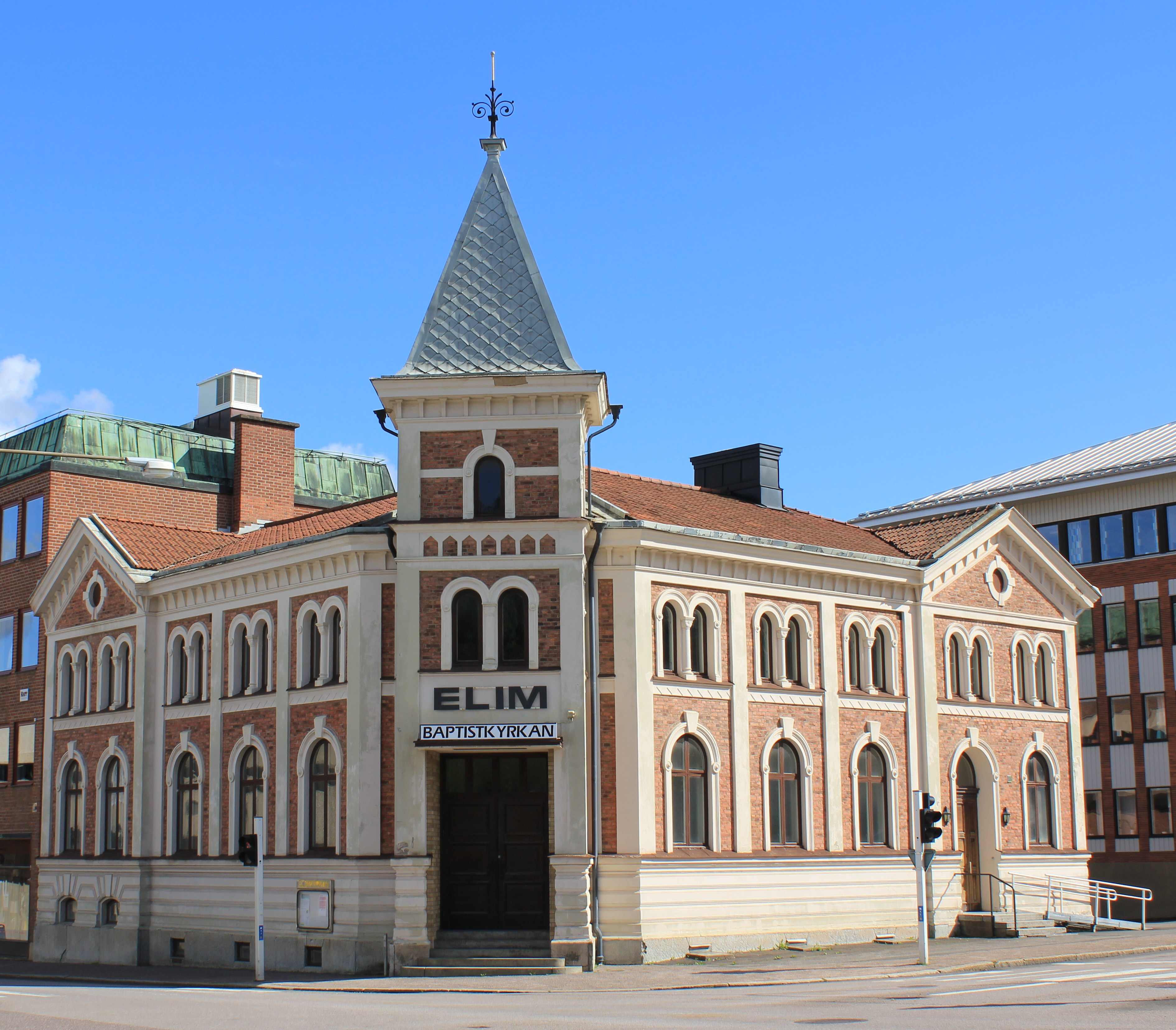
Evangeliska Frikyrkan Elimkyrkan (1889) i Skövde
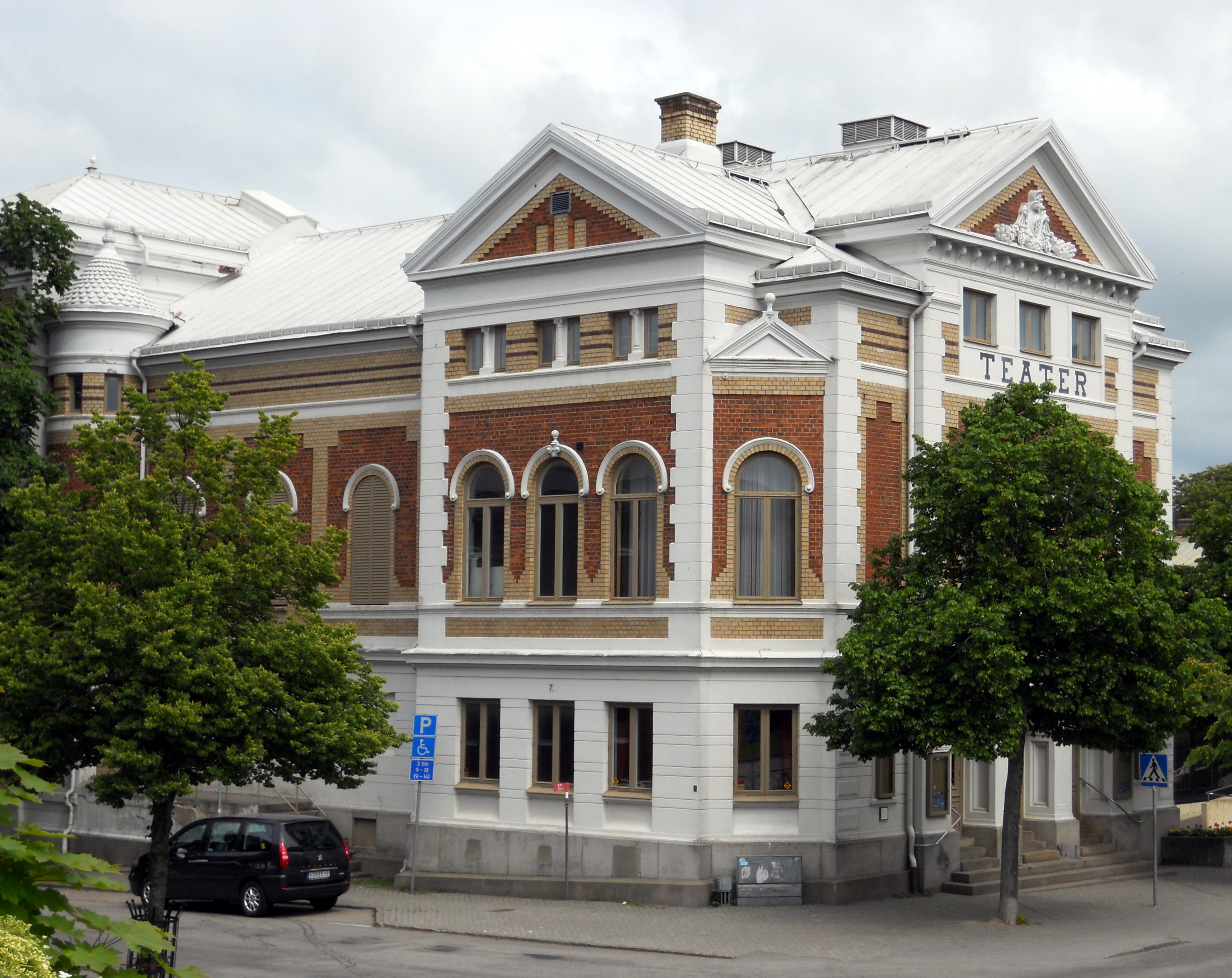
Varbergs teater (1895)
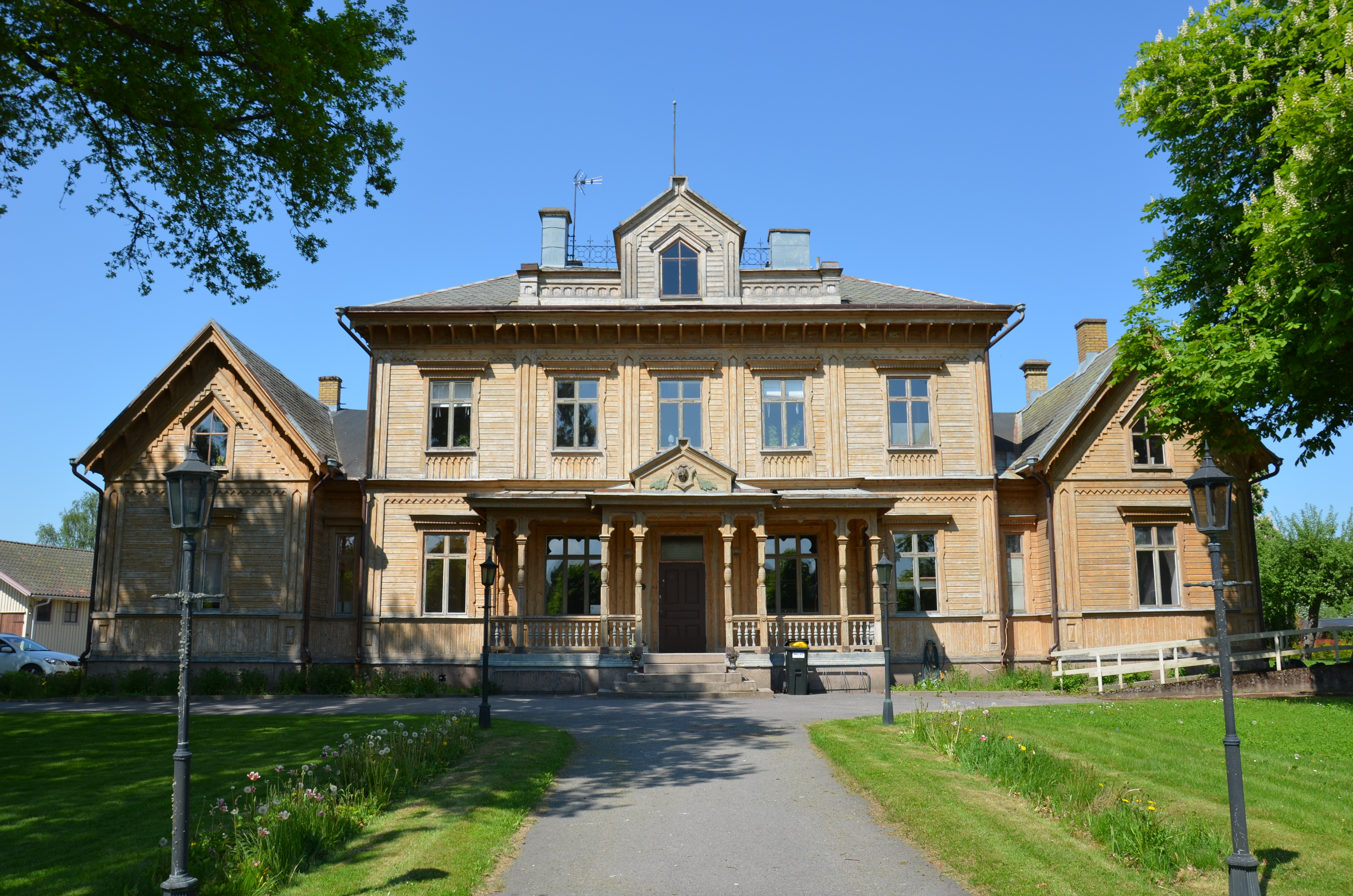
Tingshuset i Vara (1897).
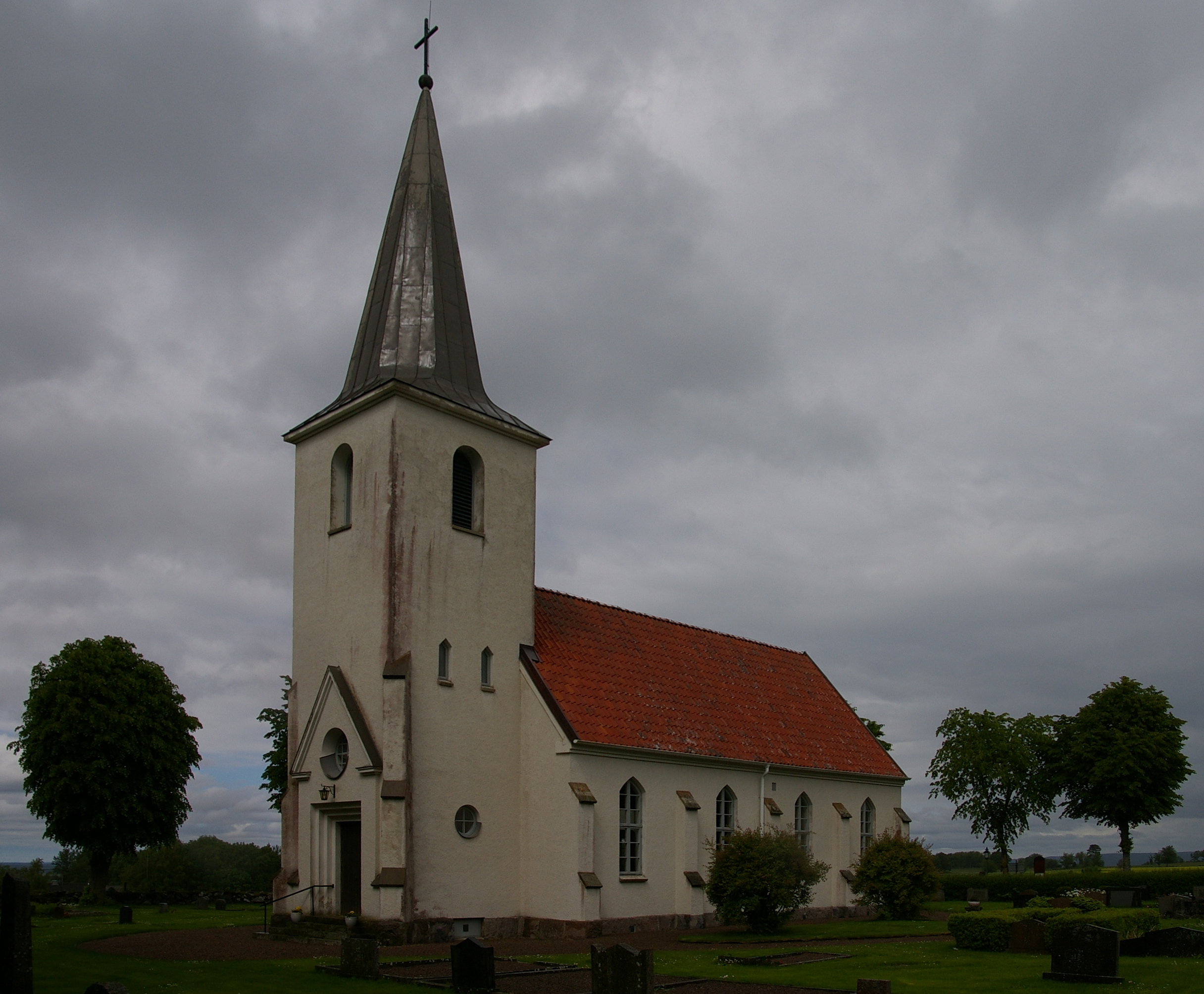
Östra Tunhems kyrka (1900)
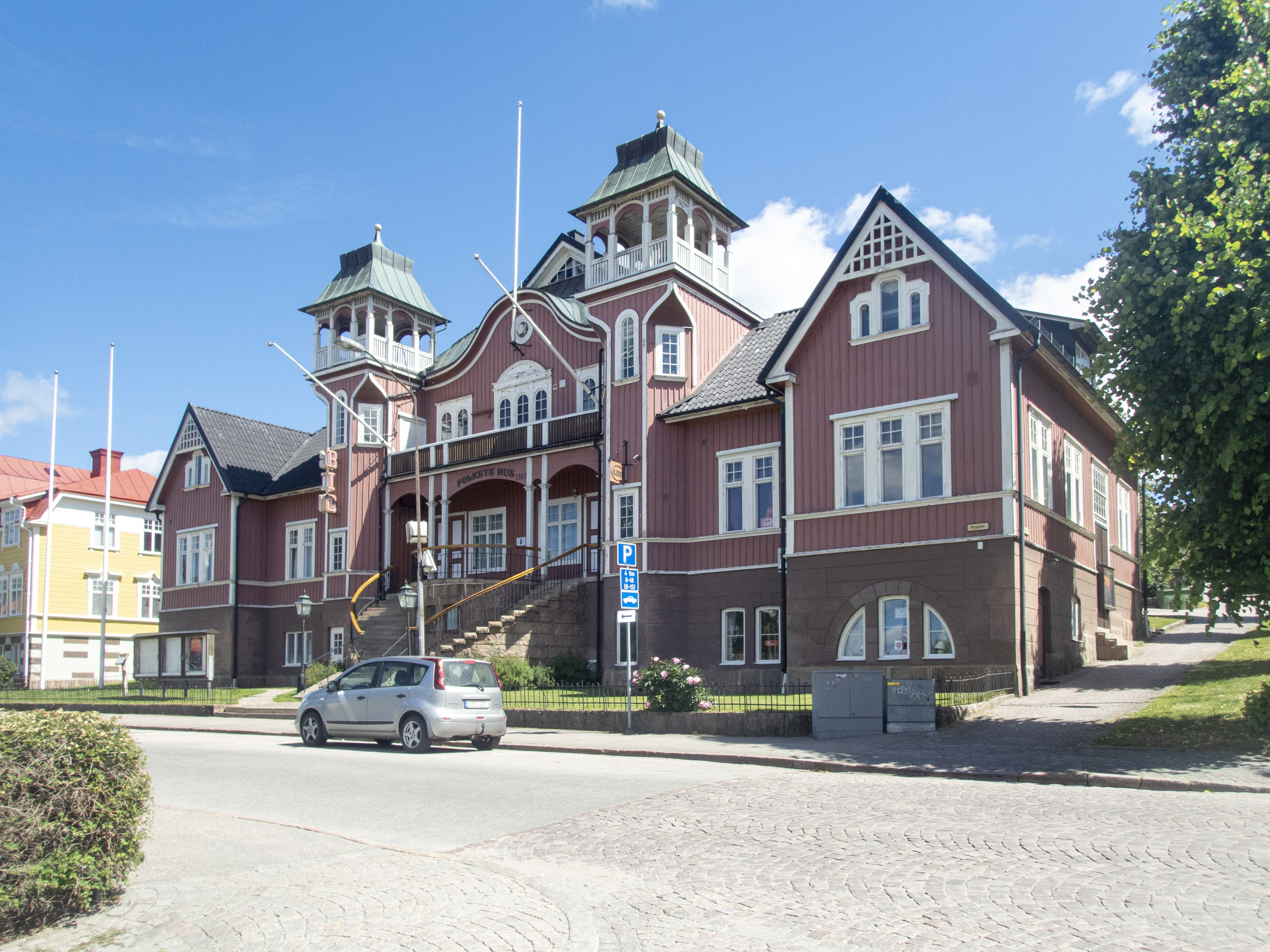
Folkets hus (1903) i Ulricehamn, med lokaler för teater och film.
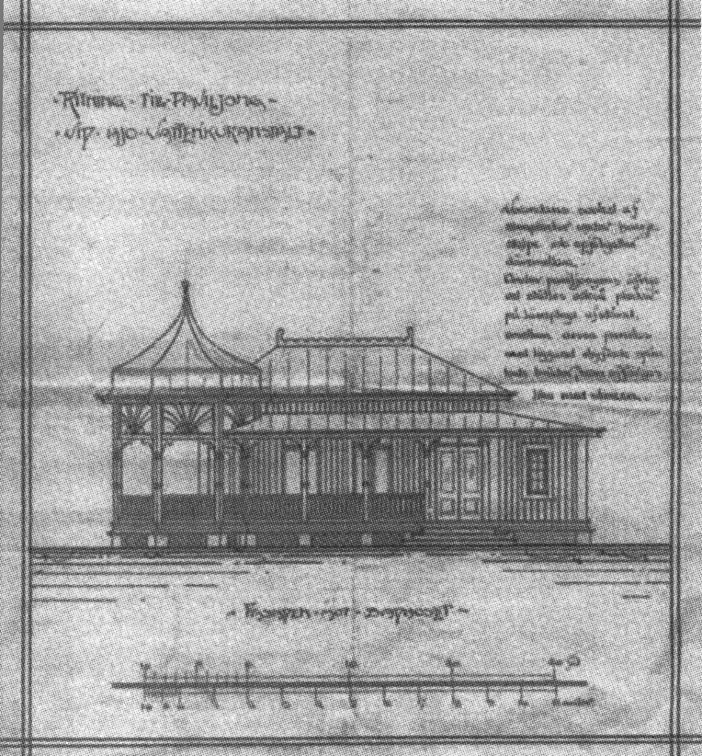
Ritning till Eirapaviljongen (1907) vid Hjo Vattenkuranstalt.
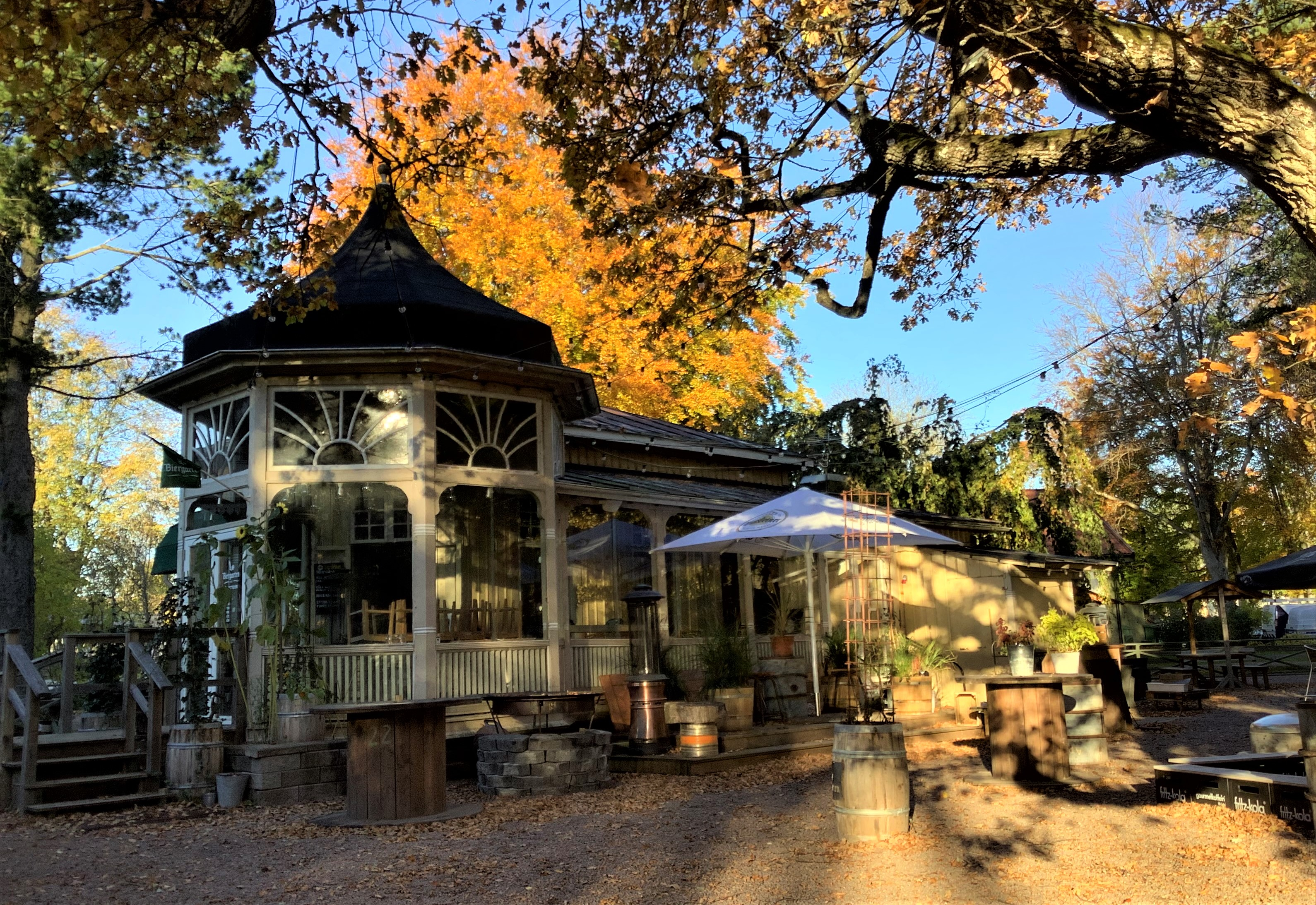
Eirapaviljongen på den tidigare Hjo Vattenkuranstalt, uppförd 1907.
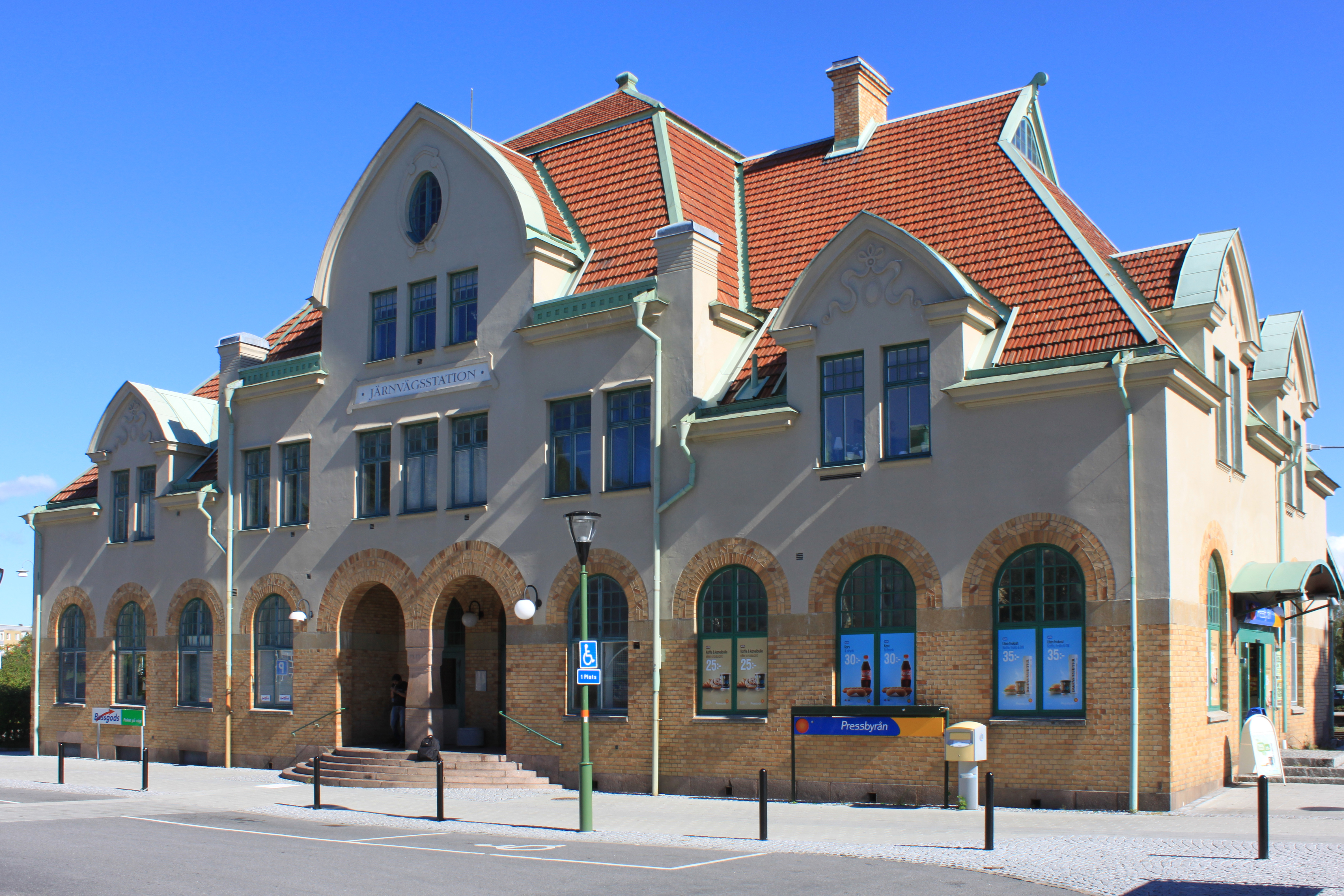
Mariestads stationshus (1909)
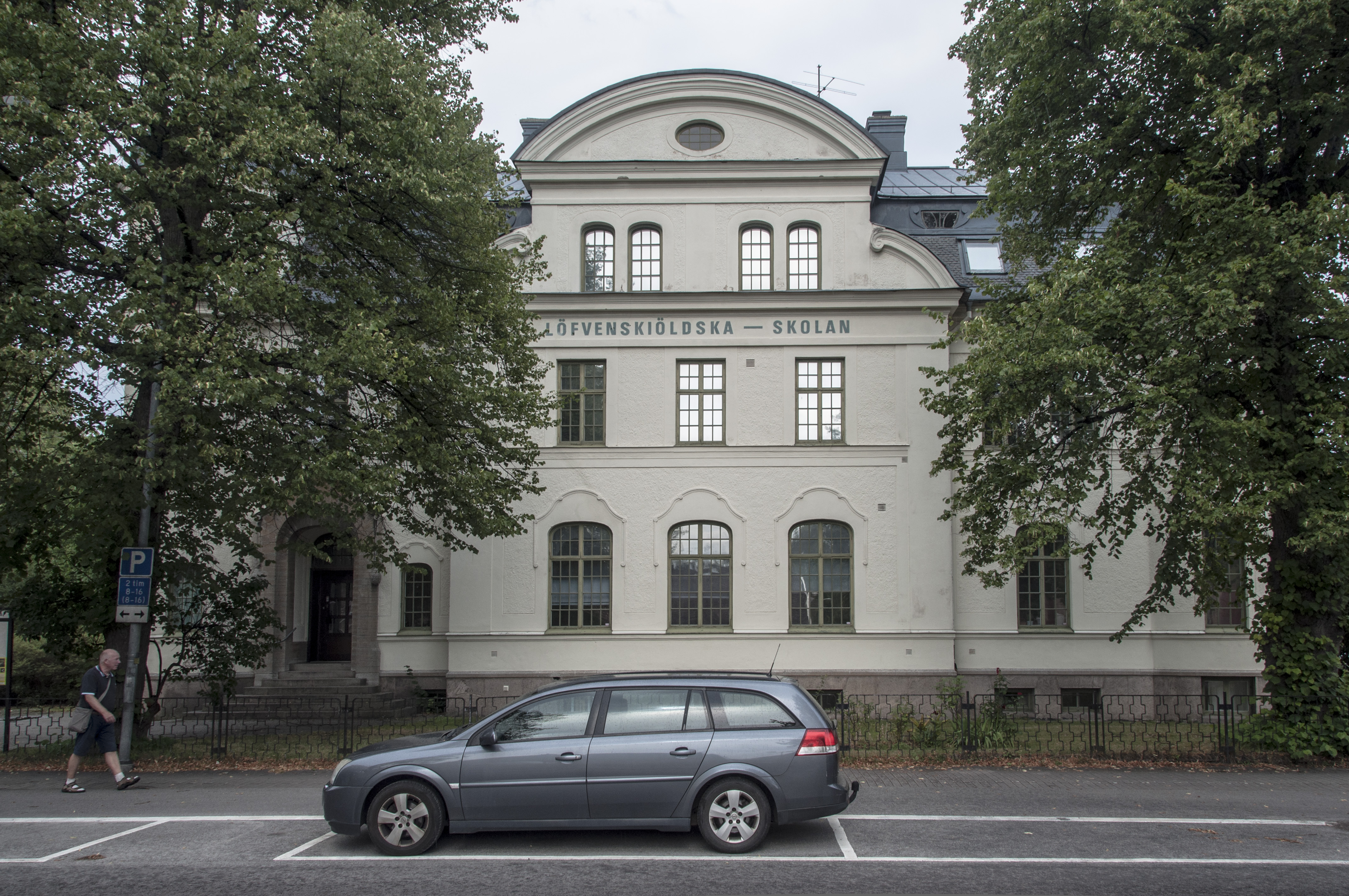
Löfenskiöldska skolan (1909)
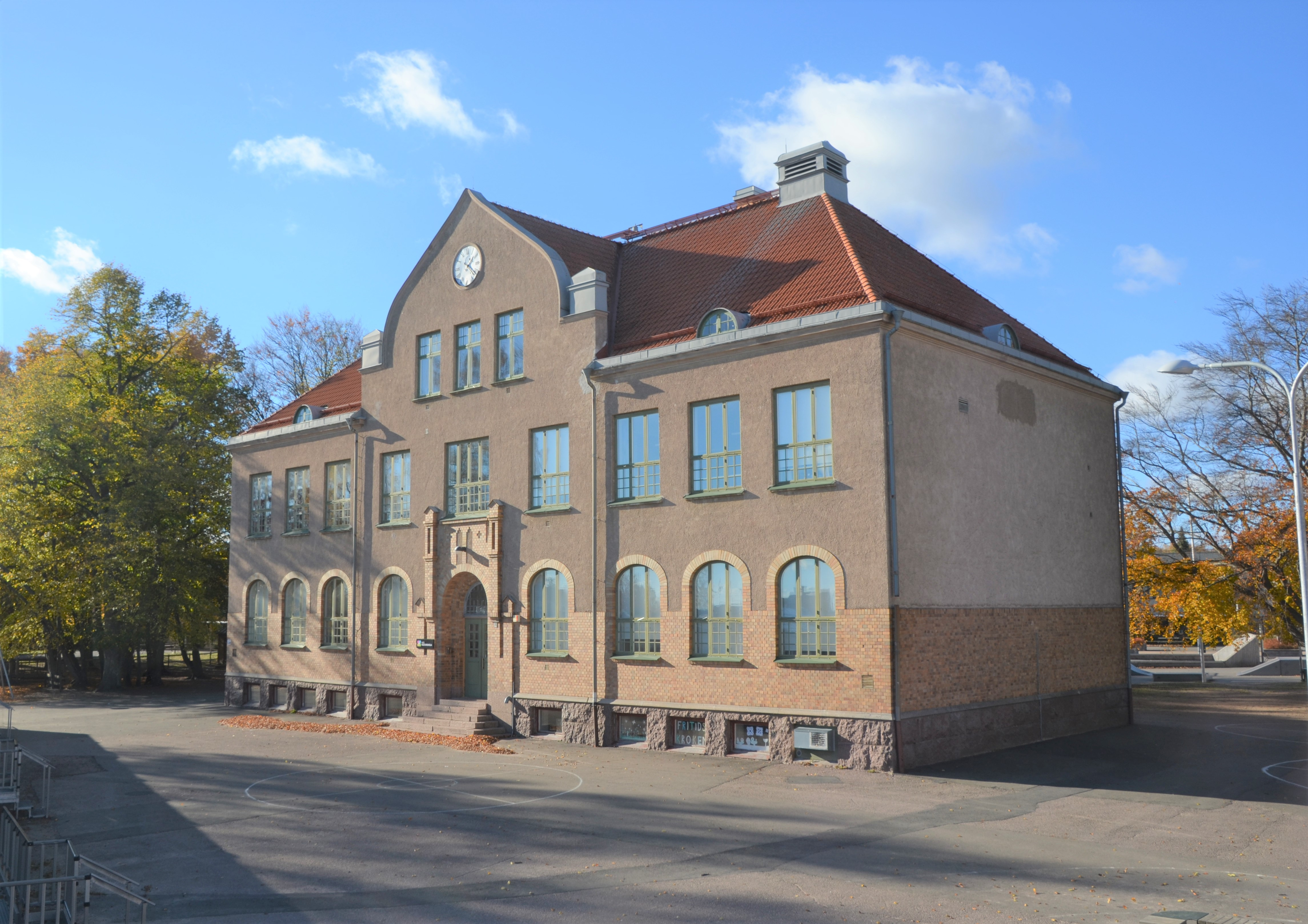
Hjo Folkskola (1910)
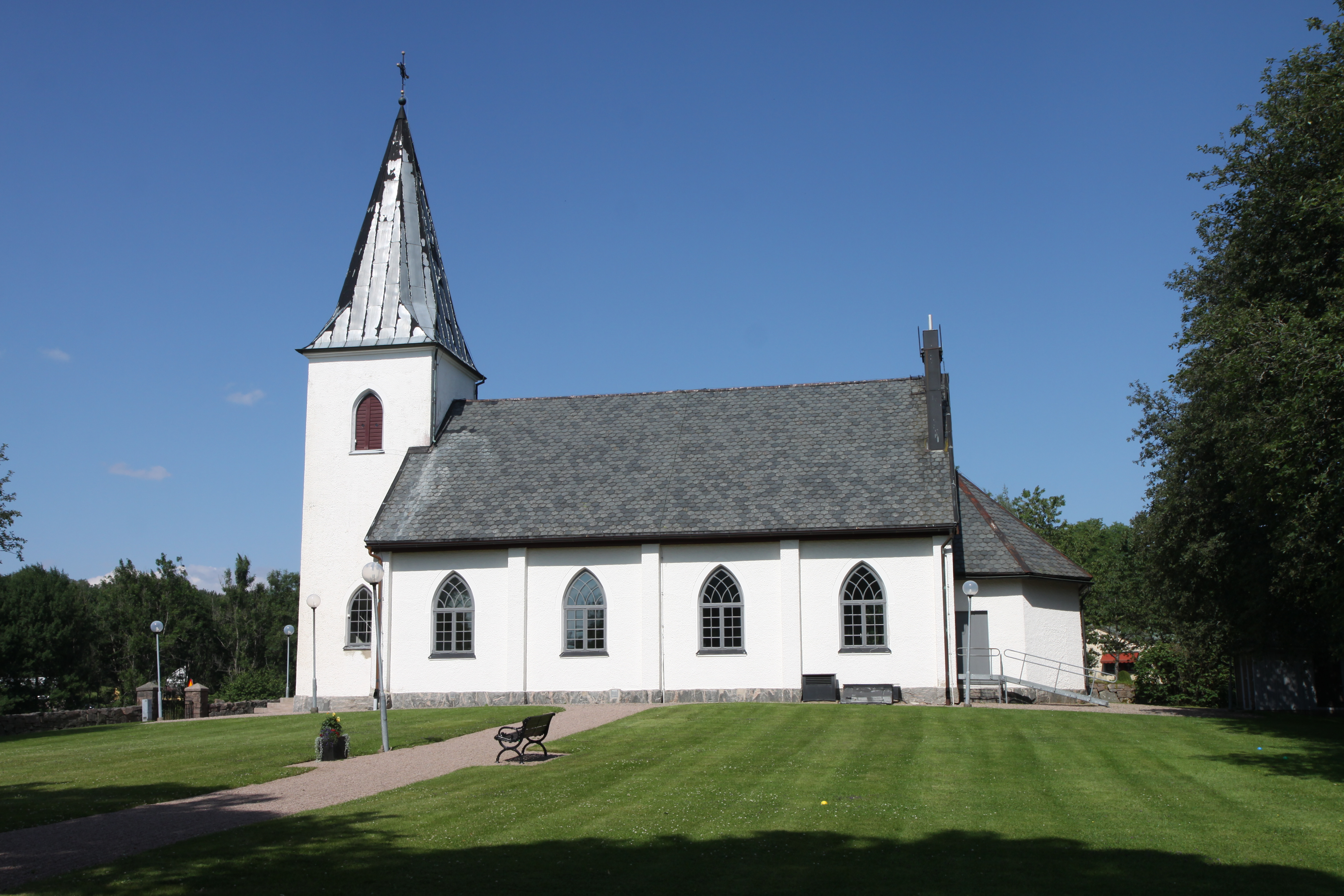
Målsryds kyrka (1915) i Målsryd
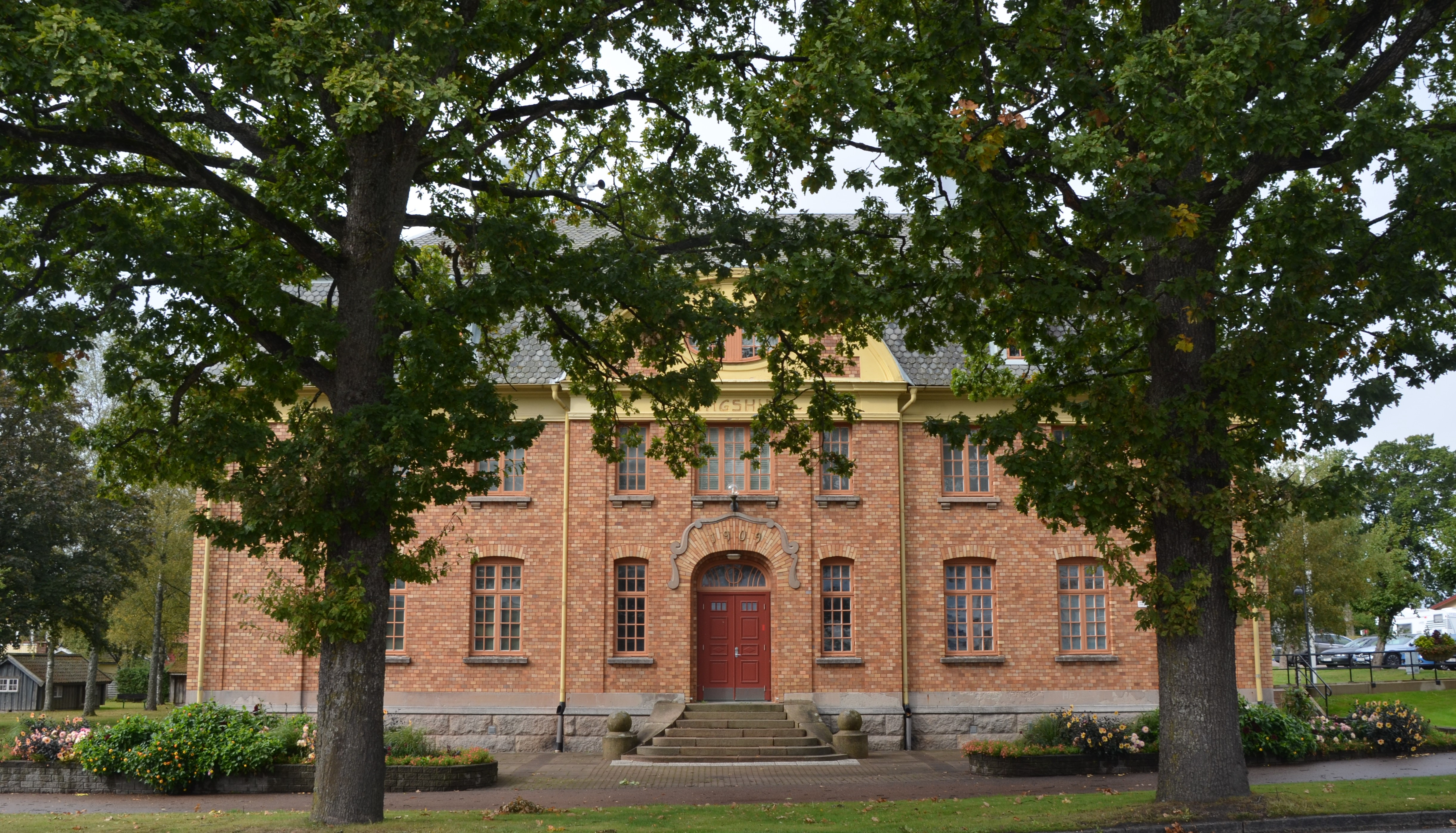
Tingshuset i Mellerud

### Fotnoter
1. ↑  Björsäters kyrkoarkiv, födelse- och dopbok 1838-1867, C:7 s. 160.
2. ↑  ”Sveriges dödbok webb”. Sveriges Släktforskarförbund. https://www.rotter.se/abonnemang/sveriges-dodbok-webb. Läst 3 januari 2025.
3. ↑  Lars Johan Ekelöf (2008)
4. ↑  Häggström m. fl.: Historien om Borås stadsbebyggelse (2004), sid. 259
5. ↑  anläggningspresentation
6. 1 2  Hällekis-Kuriren 2012-05-28 hallekis.com
7. ↑  Mariestads stationshus blir byggnadsminne Hällekis-Kuriren. Webbtidning för Kinnekullebygden
8. ↑  anläggningspresentation: Mariestads stationshus
9. ↑  Karlstads kommuns kulturhistoriska inventering, 2011
10. ↑  Det merkantila Sverige i Hvar 8 dag (10:e årgången)
11. ↑  byggnadspresentation
12. ↑  byggnadspresentation
13. ↑  byggnadspresentation
14. ↑  byggnadspresentation
15. ↑  Mariestads stadsbyggnadskontor - Detaljplan för biblioteksparken (2002) Arkiverad 19 oktober 2013 hämtat från the Wayback Machine.
16. ↑  byggnadspresentation
17. ↑  byggnadspresentation
18. ↑  byggnadspresentation